# Formel-Nippon-Saison 2000
Die Formel-Nippon-Saison 2000 wurde vom 26. März bis zum 5. November im Rahmen von 10 Rennen ausgetragen. In die Wertung kamen alle erzielten Resultate.
| Punktewertung |    |   |   |   |   |   |
| Platz:        | 1  | 2 | 3 | 4 | 5 | 6 |
| Punkte:       | 10 | 6 | 4 | 3 | 2 | 1 |

## Rennkalender
|    | Datum         | Rennen | Pole-Position     | Platz 1           | Platz 2           | Platz 3            |
| -- | ------------- | ------ | ----------------- | ----------------- | ----------------- | ------------------ |
| 1  | 26. März      | Suzuka | Ralph Firman      | Toranosuke Takagi | Michael Krumm     | Naoki Hattori      |
| 2  | 16. April     | Motegi | Toranosuke Takagi | Toranosuke Takagi | Michael Krumm     | Tsugio Matsuda     |
| 3  | 21. Mai       | Mine   | Toranosuke Takagi | Tsugio Matsuda    | Michael Krumm     | Hideki Noda        |
| 4  | 4. Juni       | Fuji   | Michael Krumm     | Toranosuke Takagi | Juichi Wakisaka   | Katsutomo Kaneishi |
| 5  | 2. Juli       | Suzuka | Toranosuke Takagi | Toranosuke Takagi | Hideki Noda       | Michael Krumm      |
| 6  | 30. Juli      | Sugo   | Toranosuke Takagi | Toranosuke Takagi | Ralph Firman      | Katsutomo Kaneishi |
| 7  | 20. August    | Motegi | Toranosuke Takagi | Toranosuke Takagi | Michael Krumm     | Satoshi Motoyama   |
| 8  | 3. September  | Fuji   | Satoshi Motoyama  | Toranosuke Takagi | Satoshi Motoyama  | Shinsuke Shibahara |
| 9  | 17. September | Mine   | Toranosuke Takagi | Toranosuke Takagi | Satoshi Motoyama  | Tsugio Matsuda     |
| 10 | 5. November   | Suzuka | Satoshi Motoyama  | Satoshi Motoyama  | Toranosuke Takagi | Tsugio Matsuda     |

## Punktestand

### Fahrer
| 1. | Toranosuke Takagi | 86 |
| 2. | Michael Krumm     | 35 |
| 3. | Satoshi Motoyama  | 34 |
| 4. | Tsugio Matsuda    | 27 |
| 5. | Hideki Noda       | 15 |

| 6. | Katsutomo Kaneishi | 14 |
| 7. | Juichi Wakisaka    | 13 |
| 8. | Naoki Hattori      | 10 |
| 9. | Yūji Tachikawa     | 9  |
| 9. | Ralph Firman       | 9  |

| 11. | Shinsuke Shibahara | 5 |
| 12. | Shigekazu Wakisaka | 2 |
| 13. | Yudai Igarashi     | 1 |